# کراسنا-کولونگا
کراسنا-کولونگا (به لهستانی:  Krasna-Kolonia) یک روستا در لهستان است که در گمینا خوشلو واقع شده‌است.